# Agapostemon virescens
Agapostemon virescens är en biart som först beskrevs av Fabricius 1775.  Agapostemon virescens ingår i släktet Agapostemon och familjen vägbin. Inga underarter finns listade i Catalogue of Life.

## Bildgalleri

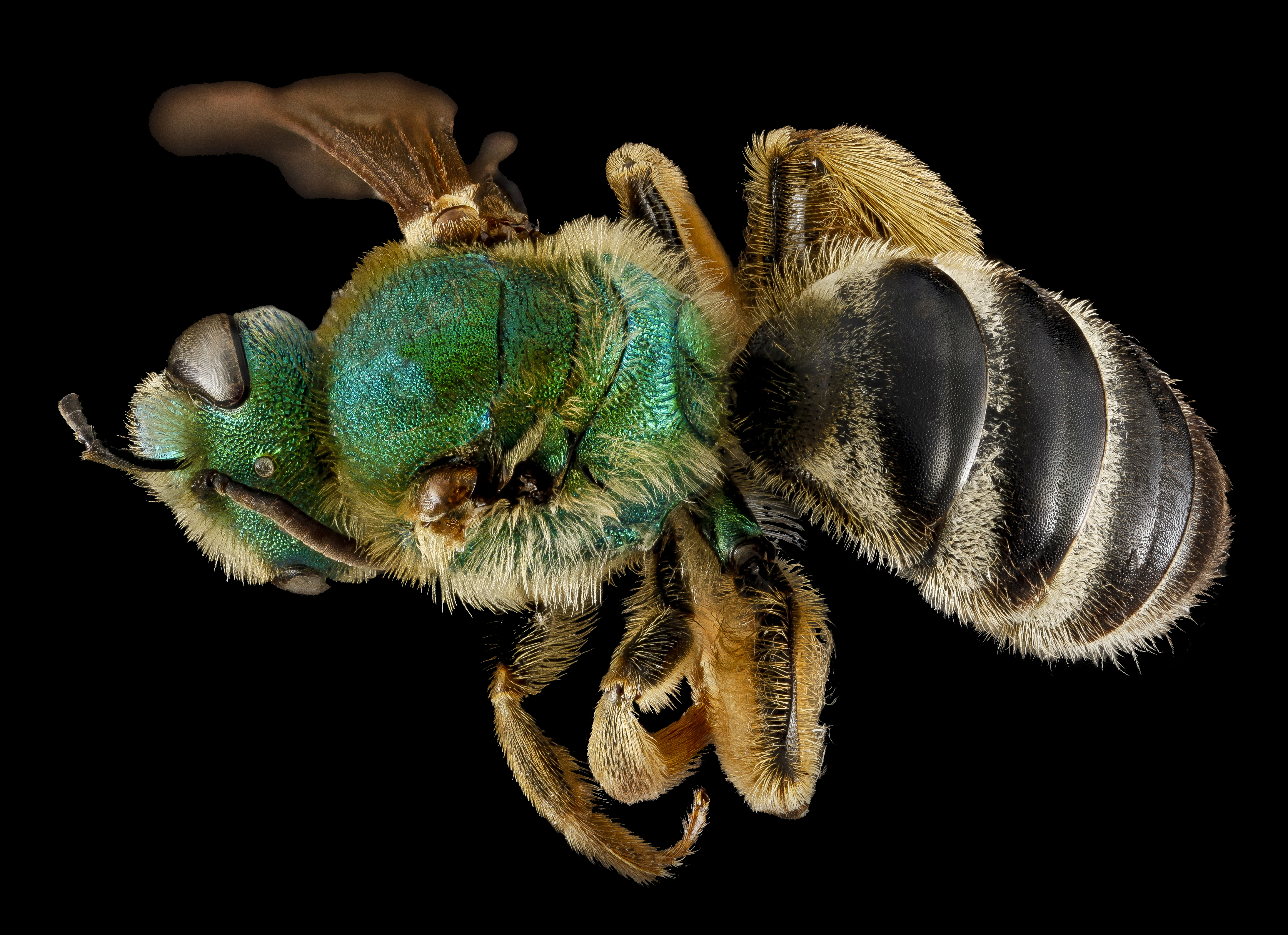
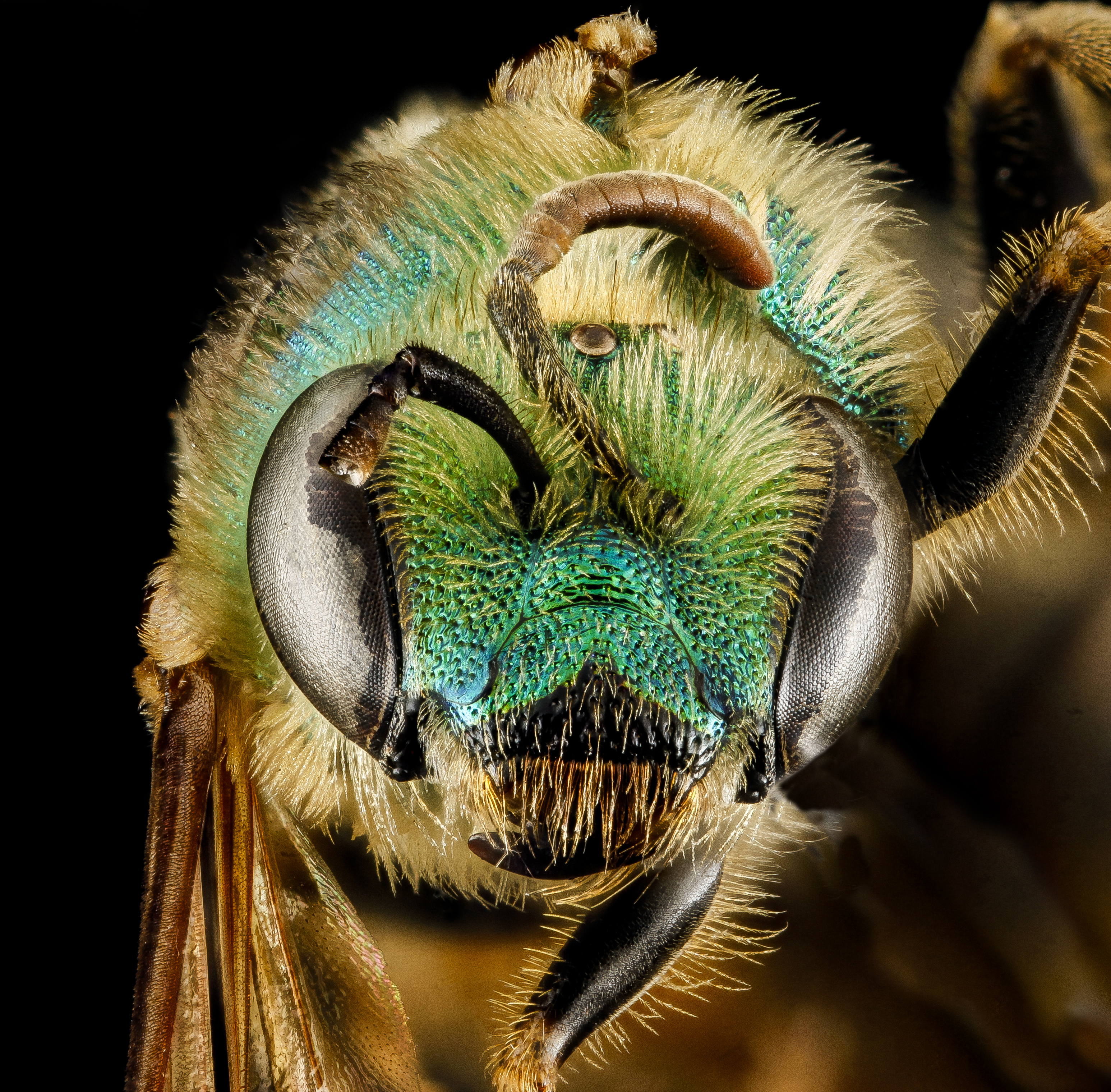
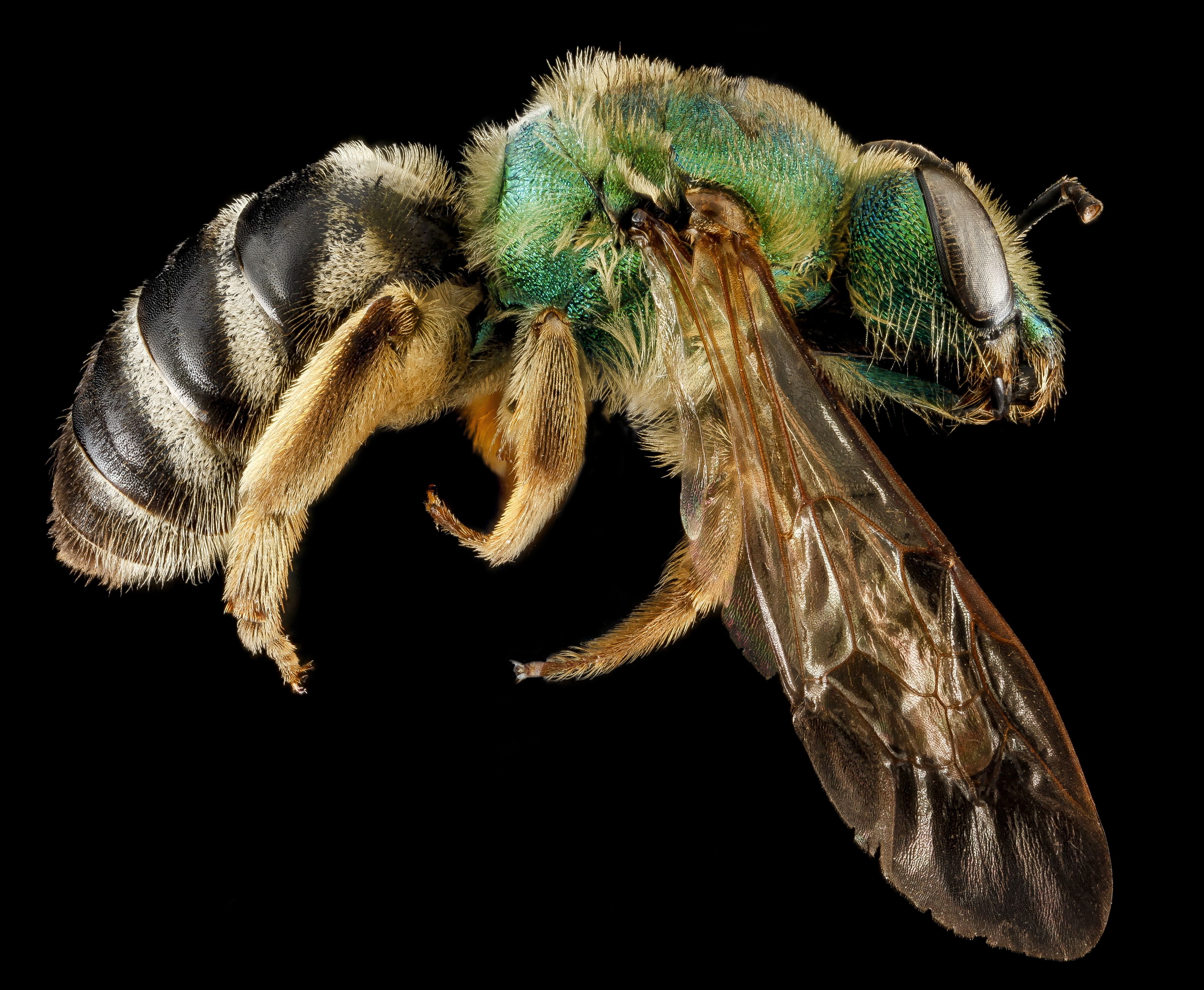
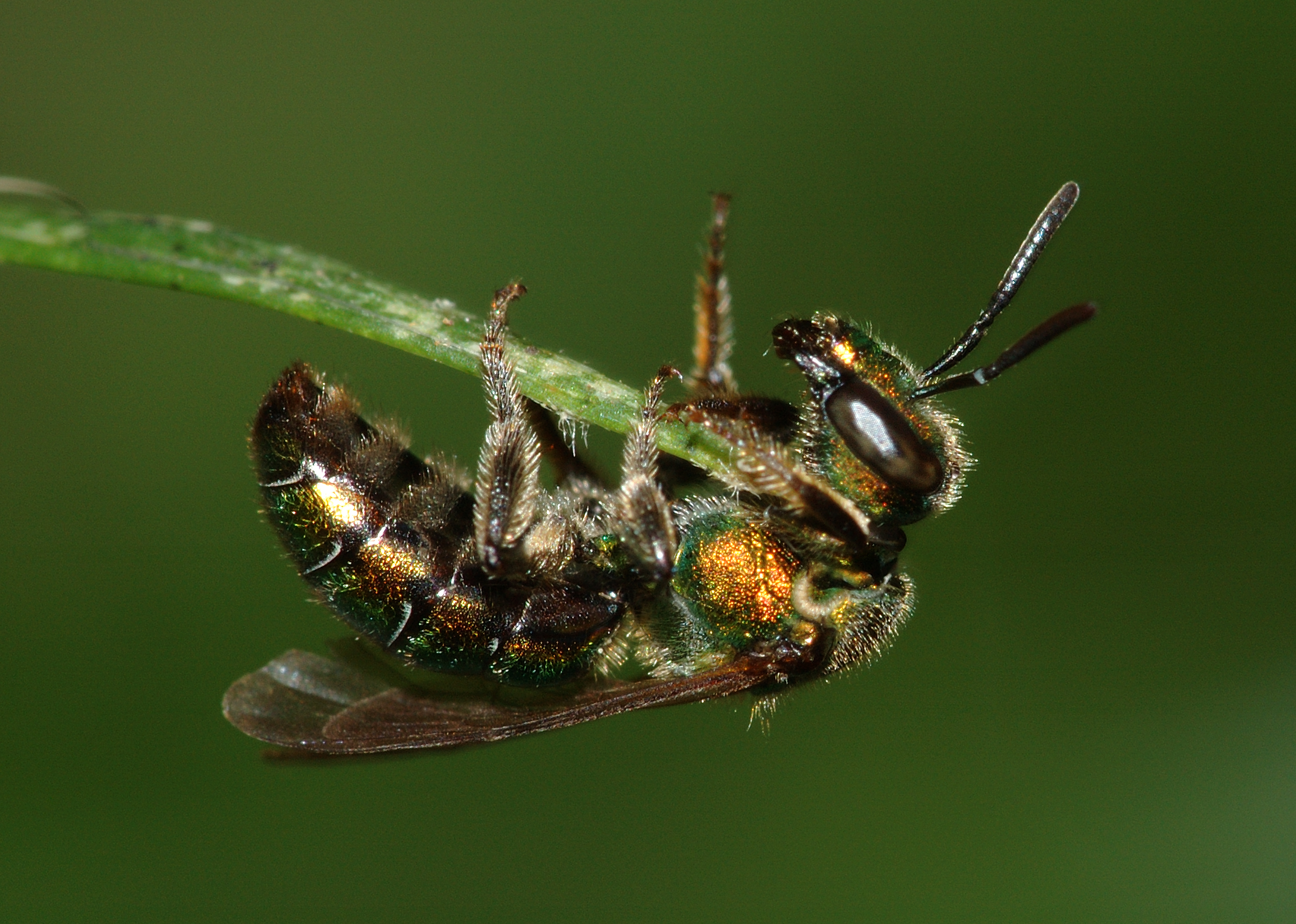